# 모하마드 아슬람 와탄자르
모하마드 아슬람 와탄자르(Mohammad Aslam Watanjar, 1946년 ~ 2000년)는 아프가니스탄 장교이자 정치가이다. 그는 아프가니스탄 대통령 무함마드 다우드를 죽이고 공산정권을 수립한 1978년의 쿠데타 사우르 혁명의 주역 중 하나이며, 후에 소련이 후원한 아프가니스탄 인민 민주 공화국의 정치국원이 되었다.
팍티아 주의 주물라 출신의 파슈툰족 출신으로, 수도 카불의 사관학교를 졸업한 후, 소련에서 기갑장교로 훈련을 받았다. 1978년의 공산 쿠데타인 사우르 혁명 때 중요한 역할을 했는데 하피줄라 아민의 지시를 받고 풀 이 차르히 근방에 주둔중이던 기계화부대에서 전차부대를 이끌고 수도로 진격했다.
쿠데타 중 지상군 지휘관으로 그의 부대는 수도 일원을 장악했고, 공군 출신의 압둘 카디르 대령은 왕궁에 대한 공격을 주도해 무함마드 다우드 대통령을 살해했다. 와탄자르 대령은 또한 카불 라디오를 통해 파슈토어로 압둘 카디르 다가르왈 대령을 위원장으로 하는 군 혁명평의회가 설립되었음을 선포하는 성명서를 낭독했다. 
4월 27일 저녁에 발표된 혁명평의회의 첫 강령에는 이슬람, 민주, 비동맹 이념을 모호하게 확인하는 내용이 담겨 있었다. 와탄자르는 그날 저녁 아민이 권력을 인수할 때까지 임무를 수행했다. 4월 30일 카불 라디오는 일련의 포고령을 발표해 군 혁명평의회를 폐지하였다.
쿠데타 직후, 와탄자르는 부총리 겸 통신장관으로 임명되었다. 후에 그는 아민에 대한 음모에 합류할 때까지 내무, 국방, 그리고 다시 내무장관으로 내각에서 일했다. 헤라트 봉기는 아프간 정권의 내부 권력투쟁에 새로운 장을 열었다. 군 지도부의 형편없는 업무능력을 개선하기 위해, 누르 무함마드 타라키는 와탄자르에게 결국 국방장관의 직위를 맡겼다. 국방부를 장악하려는 와탄자르의 행동은 군의 붕괴 후 아민의 약점을 파고드는 눈에 띄는 행동이었다. 그러나 1979년 7월 아민은 국방위원회를 접수하고 타라키의 동조자로 몰아 그를 교체했다.  
이후 하피줄라 아민 총리에 대한 음모를 꾸미던 사르와리, 굴라브조이 등 다른 할크파 간부들에 합류할 수밖에 없었다. 가즈니 출신이던 사르와리와는 달리 다른 사람들은 팍티아 주 출신이었다. 그들은 팍티아 출신의 장교가 상당히 많았던 군에 영향력이 있었다. 처음에는 아민의 가까운 동료였으나 그들운 후에 그에 반대하여 아민에 반대하는 누르 모하마드 타라키 대통령 편으로 돌아섰다. 아민이 그들을 몰아내자, 사르와리 및 굴라브조이와 함께 그들은 소련 대사관으로 망명했다.
소련군과 함께해 귀국한 사르와리, 와탄자르, 굴라브조이는 아프간 군이 침공에 대항하지 않도록 영향력을 행사했을 것이다. 그들과 함께 와탄자르는 소련군을 안내했다. 소련군의 침공 이후, 그는 중앙위원회 및 혁명평의회 위원이자, 통신장관 직을 맡았다. 
1981년 6월에는 정치국에도 합류했고 이후 그는 내무, 국방, 다시 내무장관 직을 맡아 성공적으로 수행했고 통신장관으로 바이코누르를 방문한 아프간 공식 사절단을 이끌었고, 정치국원이었다. 1990년 3월부터 1992년 4월까지 그는 다시 국방장관으로 일했다.
아흐마드 샤 마수드의 무자헤딘 군대가 수도로 진입했을 때 그들은 정부군으로부터 거의 저항을 받지 않았다. 그들 대부분은 이미 마수드와 내통하고 있었다. 반면 경쟁 무자헤딘 파벌을 이끌던 굴부딘 헤크마티아르는 내무장관 라즈 모하마드 파크틴과 국방장관 모하마드 아슬람 와탄자르 소장을 포함한 전 정권의 일부 파슈툰 강경파들의 지지를 받았다. 
즉각 두 파벌 간의 싸움이 벌어졌으나 마수드 군이 빠르게 우세를 차지했고 결국 카불이 함락당했으며 나지불라 정부가 무너진 후, 와탄자르는 나라를 떠났다. 2000년 11월, 그는 망명지 우크라이나 오데사에서 암으로 사망했다.